# アンナ・ア・ダンマーク (1532-1585)
アンナ・ア・ダンマーク（丁:Anna af Danmark, 1532年11月22日 - 1585年10月1日）は、デンマーク＝ノルウェー王クリスチャン3世とその妻でザクセン＝ラウエンブルク公マグヌス1世の娘であるドロテアの間の長女で、ザクセン選帝侯アウグストの妃。

## 子女
1548年に当時はザクセン公子だったアウグストと結婚し、間に15人の子供をもうけたが、成育したのは4人だけだった。
- ヨハン・ハインリヒ（1550年）
- エレオノーレ（1551年 - 1553年）
- エリーザベト（1552年 - 1590年） - 1570年、プファルツ＝ジンメルン公ヨハン・カジミールと結婚
- アレクサンダー（1554年 - 1565年）
- マグヌス（1555年 - 1558年）
- ヨアヒム（1557年）
- ヘクトル（1558年 - 1560年）
- クリスティアン1世（1560年 - 1591年） - ザクセン選帝侯
- マリー（1562年 - 1566年）
- ドロテア（1563年 - 1587年） - 1587年、ブラウンシュヴァイク＝ヴォルフェンビュッテル公ハインリヒ・ユリウスと結婚
- アマーリエ（1565年）
- アンナ（1567年 - 1613年） - 1586年にザクセン＝コーブルク公ヨハン・カジミールと結婚し、1593年に離婚
- アウグスト（1569年 - 1570年）
- アドルフ（1571年 - 1572年）
- フリードリヒ（1575年 - 1577年）